# Jenaro Amezcua
Jenaro Amezcua (Ciudad de México, 3 de abril de 1887-1949) fue un militar mexicano que participó en la Revolución mexicana.

## Inicios
Nació en la Ciudad de México el 3 de abril de 1887, pero radicó en el estado de Veracruz. Realizó sus estudios en Huatusco, Orizaba y Jalapa; también recibió educación militar. Regresó a la Ciudad de México, donde se afilió al Partido Liberal Mexicano; más tarde fue miembro del Partido Democrático, que apoyaba la candidatura de Bernardo Reyes. Su familia se estableció en Tehuacán, Puebla, donde conoció a Francisco I. Madero, en la visita que realizó a la ciudad durante su gira electoral; desde entonces militó en el Partido Nacional Antirreeleccionista. En 1910 participó en la lucha electoral maderista, y fue aprehendido y remitido a la cárcel de Huajuapan de León, Oaxaca, donde permaneció por espacio de un año; al quedar libre se distanció de Madero y se incorporó al movimiento zapatista. El 20 de noviembre de 1912, Emiliano Zapata le confirió el grado de teniente coronel de caballería del Ejército Libertador del Sur, y fue asignado a la División de Oriente, bajo las órdenes del general Eufemio Zapata.

## Zapatismo
Después del cuartelazo de febrero de 1913 se trasladó con toda su tropa en el estado de Oaxaca, para operar en la zona mixteca —Huajuapan de León, Tlaxiaco y Xilocayapan—, y establecer contactos con las fuerzas que actuaban en los límites de Puebla y Guerrero. En febrero de 1914 suscribió la ratificación del Plan de Ayala, en San Pablo Oaxtepec, Distrito Federal. En octubre de 1914 fue nombrado Delegado del Ejército Libertador del Sur en la Convención de Aguascalientes, representando al general Eufemio Zapata. El 23 de diciembre de 1914, al ocupar las fuerzas zapatistas la Ciudad de Puebla, fue propuesto como Gobernador por los miembros de la Convención de origen poblano. En 1915, con el gobierno convencionista de Francisco Lagos Cházaro, fue designado ministro de gobernación y Oficial mayor de Guerra y Marina con carácter de Interino. En 1916 los zapatistas lo nombraron ministro de Hacienda; también fue comisionado para elaborar la legislación agraria. El general Emiliano Zapata en su Cuartel General de Tlaltizapán, el 15 de enero de 1916, lo ascendió a general de brigada y en mayo de ese mismo año le encomendó a Genaro Amezcua la visita del Estado de Guerrero y entrevistarse con el general Jesús H. Salgado. Luego fue enviado por Emiliano Zapata a los Estados Unidos, para que hiciera propaganda y comprara armas y municiones; por imponderables durante el viaje se dirigió a Cuba, donde permaneció como representante del movimiento sureño hasta 1920; a través de la prensa cubana difundió los postulados del movimiento zapatista; publicó el libro México Revolucionario, a los pueblos de Europa y América 1910-1918.

## Activista político
A su regreso al país, en la segunda mitad de 1920, desempeñó el puesto de agente de la Secretaría de Fomento y Agricultura, en Cuernavaca; creó la sección del Partido Nacional Agrarista en Morelos. Posteriormente entró en conflicto con el gobierno del General Plutarco Elías Calles, por lo que tuvo que establecerse en Puebla. En 1923 ocupó la Jefatura de Asuntos Agrarios y Agrícolas del Comité Ejecutivo Nacional Revolucionario en Puebla. En 1935 organizó la Unión de Revolucionarios Agraristas del Sur. Asesoró las luchas feministas en los estados de Morelos y Puebla. Murió en 1949.